# Cleistanthus indochinensis
Cleistanthus indochinensis är en emblikaväxtart som beskrevs av Elmer Drew Merrill och Léon Camille Marius Croizat. Cleistanthus indochinensis ingår i släktet Cleistanthus och familjen emblikaväxter.
Artens utbredningsområde är Vietnam. Inga underarter finns listade i Catalogue of Life.